# Aishihik Lake
Der Aishihik Lake ist ein 147,47 km² großer See, der sich 60 km nordnordöstlich von Haines Junction im kanadischen Yukon-Territorium befindet. Der See befindet sich im Stammesgebiet der Champagne and Aishihik First Nations.

## Lage
Der Aishihik Lake befindet sich 43 km nördlich vom Alaska Highway und ist über die „Aishihik Road“ zugänglich. Der See hat eine NW-SO-Ausdehnung von 55 km. Seine maximale Breite beträgt 6 km. Der See liegt auf einer Höhe von 930 m. Die maximale Wassertiefe liegt bei etwa 120 m. Die mittlere Wassertiefe beträgt 35,5 m. Am südlichen Seeende verlässt der Aishihik River den See und fließt dem benachbarten Canyon Lake zu. Der See ist zwischen Oktober und Juni eisbedeckt. Seit 1970 wird der Abfluss des Aishihik Lake durch einen Damm reguliert. Abstrom befindet sich ein 37 MW-Wasserkraftwerk. Am Nordende des Sees befand sich früher ein Militärflugplatz, der 1968 stillgelegt wurde. 
Ein wichtiger Zufluss des Aishihik Lake ist der Tahgah River, der den westlich gelegenen See Sekulmun Lake entwässert und im äußersten Nordwesten in den Aishihik Lake mündet.

## Seefauna
Im See wurden u. a. folgende Fischarten nachgewiesen: Amerikanischer Seesaibling und Heringsmaräne.